# Борба код Владиловца
9. марта 1907. војвода Глигор Соколовић, Јован Бабунски, Цене Марковић, Василије Трбић и Бошко затекли су се у велешком селу Владиловцу. Њих је, мислећи да је Срба мало, око 3 часа ујутру, напала бугарска чета војводе Андона (бугарски официр, по народности Чех, родом из Плзења). Чету је на време опазила сеоска стража и на њу отворила ватру. Српске војводе, са својим четницима, успеле су да се, неопажене од бугарске чете, провуку и зађу јој за леђа. Одатле су отворили јаку ватру и истовремено затворили Бугарима одступницу. После 3-4 часа борбе, у њеном највећем јеку, стигла је турска војна посада из Врановца, која је одмах отворила плотунску паљбу на сеоску чету али је и неопрезно улетела у простор између бугарске чете и чете српских војвода. Обе чете су запуцале на Турке, који су, нашавши се између две ватре, полегали и обуставили паљбу. Тек када су четници били при крају са отпором бугарске чете, почела је да пристиже турска војска са разних страна. Због тога је одмах упућено једно одељење да заузме карпе на Смиловачком вису и да пуцњавом одатле обезбеди одступницу српским четама. После краћег времена стигле су у помоћ четницима сеоске чете из Поменова и Степанца. Тиме је српским четама омогућено да се, после деветочасовне борбе са Турцима, повуку без већих губитака.
Резултат борбе
Борба на Владиловцу је трајала преко 12 часова. Губици Бугара, према речима Василија Трбића, били су 9 мртвих комита (међу њима и војвода Андон) и 8 заробљених са комплетном опремом. О турским губицима зна се само да су за превоз погинулих ангажовали десетора кола и да је њихова сахрана обављена на турском гробљу у Доњем Врановцу. Према подацима српских националних радника из ових крајева, бугарски губици су били још већи. Мртвих је било најмање 17, а они који су успели да побегну од Срба су налетели на Турке. Тако да је од бугарске чете која је бројала 33 људи преживела само двојица. Српски губици су један убијен четник (Никола из Пореча) и рањен Ћира (бивши српски жандарм).